# Кубок НДР з футболу 1982—1983
Кубок НДР з футболу 1982—1983 — 32-й розіграш кубкового футбольного турніру в Німецькій Демократичній Республіці після закінчення Другої світової війни. У кубку взяли участь 89 команд. Переможцем кубка Німеччини всьоме став Магдебург.

## Попередній раунд
| Команда 1         | Рахунок      | Команда 2              |
| ----------------- | ------------ | ---------------------- |
| 7 серпня 1982     |              |                        |
| Фортшрітт (Вайда) | 1:2          | Мотор (Вердау)         |
| Хемі (Цайц)       | 5:5 пен. 5:4 | Вісмут (Гера)          |
| Нойштреліц        | 1:4          | Динамо (Фюрстенвальде) |

## Перший раунд
| Команда 1                       | Рахунок      | Команда 2                      |
| ------------------------------- | ------------ | ------------------------------ |
| 14 серпня 1982                  |              |                                |
| Мотор Зюд (Нойбранденбург)      | 3:5 дч       | КВО Берлін                     |
| Мотор (Геннігсдорф)             | 3:6 дч       | ІШГ Шверін                     |
| Бергманн-Борсіг                 | 1:3          | Форвертс (Дессау)              |
| Пошт (Нойбранденбург)           | 1:3          | Шталь (Айзенгюттенштадт)       |
| Гідравлік (Пархім)              | 1:2          | Мотор (Бабельсберг)            |
| Мотор (Альтенбург)              | 1:0          | Глюкауф (Зондерсгаузен)        |
| Динамо (Шверін)                 | 3:1          | Бау (Росток)                   |
| Мотор (Нордгаузен)              | 1:3          | Шталь (Тале)                   |
| Шталь (Зільбіц)                 | 0:3          | Хемі Буна (Шкопау)             |
| Веркцойгкомбінат (Шмалькальден) | 2:4          | Динамо (Айслебен)              |
| Мотор Аскота (Карл-Маркс-Штадт) | 2:0          | Мотор (Рудішлебен)             |
| Ауфбау (Крумгермершдорф)        | 2:1 дч       | Хемі (Ільменау)                |
| Робур (Циттау)                  | -:+          | Активіст Шварце Пумпе          |
| Емпор (Галле)                   | 0:4          | Мотор ФГ (Карл-Маркс-Штадт)    |
| Шталь Нордвест (Лейпциг)        | 2:3          | Гредіц                         |
| Шталь (Фінов)                   | 2:3          | Активіст (Бріске-Зенфтенберг)  |
| ЕАБ 47 Берлін                   | 0:3          | Айнгайт (Вернігероде)          |
| Локомотив (Анклам)              | 0:2          | Енергі (Котбус)                |
| Мотор (Варнемюнде)              | 1:4          | Шиффарт/Гафен (Росток)         |
| Мотор ЕСКА (Гільдбурггаузен)    | 3:3 пен. 2:3 | Мотор (Айзенах)                |
| Ротес Баннер (Трінвіллерсгаген) | 0:2          | Форвертс (Штральзунд)          |
| Шталь-2 (Бранденбург)           | 3:2 дч       | Форвертс (Нойбранденбург)      |
| Хемі (Шенебек)                  | 3:1          | Локомотив (Штендаль)           |
| Хемі-2 (Лейпціг)                | 1:0          | Шталь (Бланкенбург)            |
| Мотор ВЕМА/Ауфбау (Плауен)      | 3:2          | Локомотив (Дрезден)            |
| Форвертс-2 (Дессау)             | 1:5          | Шталь (Різа)                   |
| Ротасим (Песнек)                | 0:1          | Мотор (Зуль)                   |
| Динамо-2 (Фюрстенвальде)        | 0:2          | Шталь (Бранденбург)            |
| Мотор (Гайлігенштадт)           | 1:3 дч       | Активіст Калі Верра (Тіфенорт) |
| Фортшрітт (Нойштадт)            | 0:2          | Форвертс (Каменц)              |
| Турбіне (Шпремберг)             | 2:6          | Фортшрітт (Бішофсверда)        |
| Ротатіон (Берлін)               | 0:1          | Шталь (Геннігсдорф)            |
| Мотор (Вердау)                  | 0:1          | Мотор (Веймар)                 |
| Хемі (Цайц)                     | 1:3          | Хемі (Лейпціг)                 |
| Хемі (Шведт)                    | 2:0 дч       | Динамо (Фюрстенвальде)         |
| 15 серпня 1982                  |              |                                |
| Мотор (Шверін)                  | 1:2          | Вісмар                         |

## Проміжний раунд
| Команда 1                       | Рахунок | Команда 2                      |
| ------------------------------- | ------- | ------------------------------ |
| 5 вересня 1982                  |         |                                |
| Айнгайт (Вернігероде)           | 1:0     | Мотор (Айзенах)                |
| Фортшрітт (Бішофсверда)         | 0:4     | Енергі (Котбус)                |
| Шталь (Геннігсдорф)             | 1:3     | Динамо (Шверін)                |
| Мотор (Веймар)                  | 1:0     | Мотор (Альтенбург)             |
| Активіст (Бріске-Зенфтенберг)   | 2:5     | Хемі (Лейпціг)                 |
| Шталь (Тале)                    | 1:0     | Активіст Калі Верра (Тіфенорт) |
| ІШГ Шверін                      | 3:2 дч  | Вісмар                         |
| Шталь (Різа)                    | 3:0     | Шталь (Айзенгюттенштадт)       |
| Мотор (Бабельсберг)             | 3:1     | Динамо (Айслебен)              |
| Шиффарт/Гафен (Росток)          | 7:0     | КВО Берлін                     |
| Мотор ВЕМА/Ауфбау (Плауен)      | 0:2     | Мотор ФГ (Карл-Маркс-Штадт)    |
| Хемі-2 (Лейпціг)                | 3:1     | Гредіц                         |
| Хемі (Шенебек)                  | 1:2     | Шталь (Бранденбург)            |
| Активіст Шварце Пумпе           | 2:0     | Форвертс (Каменц)              |
| Ауфбау (Крумгермершдорф)        | 2:4     | Мотор (Зуль)                   |
| Мотор Аскота (Карл-Маркс-Штадт) | 0:4     | Хемі Буна (Шкопау)             |
| Форвертс (Штральзунд)           | 4:2     | Хемі (Шведт)                   |
| Шталь-2 (Бранденбург)           | 1:2 дч  | Форвертс (Дессау)              |

## 1/16 фіналу
| Команда 1                   | Рахунок | Команда 2                     |
| --------------------------- | ------- | ----------------------------- |
| 18 вересня 1982             |         |                               |
| Мотор (Веймар)              | 0:6     | Локомотив (Лейпциг)           |
| Динамо (Шверін)             | 1:2     | Ганза                         |
| Мотор ФГ (Карл-Маркс-Штадт) | 4:2     | Енергі (Котбус)               |
| Активіст Шварце Пумпе       | 1:3     | Форвертс (Франкфурт-на-Одері) |
| Хемі Буна (Шкопау)          | 2:1     | Заксенрінг (Цвікау)           |
| Шиффарт/Гафен (Росток)      | 0:1     | Уніон (Берлін)                |
| Мотор (Бабельсберг)         | 0:5     | Динамо (Берлін)               |
| Шталь (Тале)                | 3:4     | Карл Цейс                     |
| Шталь (Бранденбург)         | 1:2     | Магдебург                     |
| Шталь (Різа)                | 1:3     | Карл-Маркс-Штадт              |
| Мотор (Зуль)                | 3:2     | Хемі (Белен)                  |
| Форвертс (Дессау)           | 1:3 дч  | Вісмут Ауе                    |
| Айнгайт (Вернігероде)       | 1:3     | Рот-Вайс (Ерфурт)             |
| Форвертс (Штральзунд)       | 3:2     | Хемі (Галлешер)               |
| Хемі-2 (Лейпціг)            | 1:2     | Динамо (Дрезден)              |
| 19 вересня 1982             |         |                               |
| Хемі (Лейпціг)              | 3:1     | ІШГ Шверін                    |

## 1/8 фіналу
| Команда 1           | Рахунок | Команда 2                     |
| ------------------- | ------- | ----------------------------- |
| 23 жовтня 1982      |         |                               |
| Локомотив (Лейпциг) | 0:2     | Форвертс (Франкфурт-на-Одері) |
| Мотор (Зуль)        | 2:1     | Форвертс (Штральзунд)         |
| Магдебург           | 4:0     | Мотор ФГ (Карл-Маркс-Штадт)   |
| Хемі Буна (Шкопау)  | 0:1     | Ганза                         |
| Карл Цейс           | 3:0     | Хемі (Лейпціг)                |
| Карл-Маркс-Штадт    | 4:2 дч  | Вісмут Ауе                    |
| Рот-Вайс (Ерфурт)   | 2:4     | Динамо (Берлін)               |
| Динамо (Дрезден)    | 3:2     | Уніон (Берлін)                |

## 1/4 фіналу
| Команда 1         | Рахунок      | Команда 2                     |
| ----------------- | ------------ | ----------------------------- |
| 13 листопада 1982 |              |                               |
| Магдебург         | 1:0          | Форвертс (Франкфурт-на-Одері) |
| Карл Цейс         | 4:2          | Динамо (Берлін)               |
| Карл-Маркс-Штадт  | 1:1 пен. 4:3 | Ганза                         |
| Динамо (Дрезден)  | 3:0          | Мотор (Зуль)                  |

## 1/2 фіналу
| Команда 1        | Рахунок | Команда 2        |
| ---------------- | ------- | ---------------- |
| 5 грудня 1982    |         |                  |
| Магдебург        | 4:1     | Динамо (Дрезден) |
| Карл-Маркс-Штадт | 1:0     | Карл Цейс        |

## Фінал
| 4 червня 1983 |

| Карл-Маркс-Штадт | 0:4      | Магдебург                                 |
| ---------------- | -------- | ----------------------------------------- |
|                  | Протокол | Штрайх 34', 53' Віттке 37' Поммеренке 87' |

| Стадіон Всесвітньої молоді, Східний Берлін Глядачів: 48 000 Арбітр: Клаус-Дітер Штенцель |